# Singur în spațiu
Singur în spațiu  sau Navigare silențioasă (în engleză Silent Running) este un film SF american din 1972 regizat de Douglas Trumbull pentru Universal Pictures. Filmul este produs de Michael Gruskoff, Marty Hornstein și Douglas Trumbull. Scenariul este realizat de Deric Washburn, Michael Cimino și Steven Bochco. În rolurile principale joacă actorii Bruce Dern, Cliff Potts, Ron Rifkinși Jesse Vint. Acțiunea filmului are loc în viitor, în spațiul cosmic, lângă planeta Saturn, și prezintă încercările unui om de știință de a restabili pădurile distruse ale Pământului.

## Prezentare
În viitor, Pământul devastat de un dezastru ecologic nu mai are suficiente resurse naturale pentru a supraviețui: vegetația a dispărut aproape complet. La bordul transportatorului spațial Valley Forge, o echipă de patru cercetători cultivă păduri și multe specii de plante salvate de la dezastru, inclusiv botanistul Freeman Lowell (Bruce Dern) care se ocupă cu pasiune de întreținerea serelor gigantice cu ajutorul roboților, dronele Huey și Dewey. Când, din motive economice, li se dă ordinul de a distruge recoltele și de a aduce nava înapoi, Freeman refuză. El îi ucide pe ceilalți trei membri ai echipajului și va face totul pentru a salva ultima seră de la distrugere și va prelua controlul asupra transportorului.

## Actori
- Bruce Dern este Freeman Lowell
- Cliff Potts este John Keenan
- Ron Rifkin este Marty Barker
- Jesse Vint este Andy Wolf
- Cheryl Sparks este Drona 1 - Dewey
- Mark Persons este Drona 2 - Huey